# アネット・ヘブン
アネット・ヘブン Annette Haven（別名アネット・ロビンソン、1954年12月1日 - ）は、1970年代・80年代に活躍したアメリカ合衆国のポルノ女優で、成人向けエンターテインメントにおける初のスーパースターの1人である。発音はヘイヴンが近い。

## 経歴

### 初期
ポルノにおける成功の前に、ヘブンは看護助手、サンフランシスコのミッチェル・ブラザーズ・オファーレル劇場のエキゾチック・ダンサー、サンフランシスコ・ベイエリアのマッサージパーラーの従業員の職を経験した。 

### ポルノ映画
ヘブンの最初の映画出演は、1970年代中頃である。多くの場合、彼女は処女またはファム・ファタールの役を振り当てられた。ヘブンのハードコアポルノ映画デビュー作は、アレックス・デレンジー監督の1973年の代表作『Lady Freaks』。1977年、ヘブンは『ネイクド・セックス (A Coming of Angels) 』で、Adult Film Association of America（AFAA）から最優秀助演女優賞を受賞した。
ヘブンは本物のプロとして、業界内でも傑出した演技力で知られていた。彼女は全ての男優の中でも最も巨大な陰茎を誇るジョン・ホームズとも、沈着と歓喜を持って共演した。ヘブンは出演する映画や共演者を慎重に選び、緊縛、暴力、そして顔射を含んだ場面を演じることを拒否した。彼女の注目に値する仕事は、XRCO (X-Rated Critics Organization) 殿堂入りした映画『アネット・ヘブンのスパークポルノ (Desires Within Young Girls) 』(1977年) と『セックスワールド (Sex World) 』(1977年)、他には『ビッグ・ポルノ・バイブレーション/バーバラ・ブロードキャスト (Barbara Broadcast) 』(1977年)、『エクスタシー・スペシャル (V:the Hot One)』(1977年)、『淫乱アネット/ボトム・キラー (A Thousand and One Erotic Nights) 』(1982年) があげられる。ヘブンはXRCO殿堂とAVN殿堂双方のメンバーとなった。

### 一般映画
ヘブンは、向かいの屋敷に暮らすポルノ女優の1人として、ブレイク・エドワーズ監督の『テン (10) 』(1979年) に出演した。（クレジットはされず。）またブライアン・デ・パルマ監督の『ボディ・ダブル』(1984年) の主演女優候補になったが、それは結局メラニー・グリフィスのもとに行き、ヘブンは映画のコンサルタントの1人になった。ヘブンは、その過度の暴力描写のため、ジョー・ダンテ監督のホラー映画『ハウリング (The Howling) 』(1981年) への出演を拒否した。

### 引退
ヘブンは1980年代後期にエロチック映画を引退したが、70年代に度々共演した、ジェイミー・ギリスやミストレスのキム・ワイルドと共に二、三のフェティシズムビデオに主演するために1990年代半ばに復帰した。彼女は伝えられるところでは、夫と共にマリン郡 (カリフォルニア州)のミルバレーに住んでいる。

## 受賞歴
- AVN殿堂顕彰
- XRCO殿堂顕彰 (1986年)

## 文献
ニコラス・バルバーノ Nicolas Barbano 著『Verdens 25 hotteste pornostjerner（世界で最も人気の高い25人のポルノスター）』(デンマーク、ロシナンテ社 1999年 : ISBN 87-7357-961-0) には彼女について書かれた章がある。

## 参考
- en:List of porn stars who appeared in mainstream films（一般映画に出演したポルノスターの一覧（英語））